# صرخة حجر
صرخة حجر أو الانفصال: فلسطين في الحب والحرب (بالتركية: Ayrılık: Aşkta ve Savaşta Filistin)‏ مسلسل تركي عرض لأول مرة على قناة تي أر تي 1 في 13 أكتوبر 2009، وقد أخذت فكرة المسلسل عن كاتب عمود في جريدة الفجر الجديد هاكان البايرك الذي كان على متن الباخرة سفينة مرمرة المتوجه إلى غزة. أما السيناريو فلكاتب عمود لجريدة يسارية تدعى اليوم الواحد.
يصور المسلسل تلذذ واستمتاع جنود الاحتلال بتعذيب المواطنون العرب المدنيون وقتلهم للأطفال الرضع بلا مبالاة ولا رحمة وخطفهم للأطفال. مما أثار المسلسل غضب الحكومة الإسرائيلية التي قالت أن المسلسل يعد تحريضًا خطيرًا ضدها، واستدعت السفير التركي للاحتجاج.

## ملخص المسلسل
يتناول المسلسل قصة أسرة فلسطينية تعيش في ظل الاحتلال الإسرائيلي، ويعرض للدعم التركي للقضية الفلسطينية. صور المسلسل في الأراضي الفلسطينية، وتضمن مشاهد في المسجد الأقصى وحائط البراق.

## الممثلون
- توفانا توركاي
- توركو هازر
- أردال بيلينجان
- نيهان أوكوتوجو
- تامر ليفنت
- سما أيبارس
- أمير بندرلي أوغلو
- ظفر كايا أوكاي
- نيهان بويوك أغاتش
- أردوغان أيدمير
- باريش أوزكان
- أكين إرأوزان
- شوله شليك
- هوليا كاراكوش
- ألميدا أبازي
- هانده كاشاجي